# Exurbanisation
Ne doit pas être confondu avec périurbanisation.
L'exurbanisation est un phénomène urbain relativement récent qui consiste en un transfert le plus souvent permanent des activités normalement dévolues au centre-ville vers la périphérie et à l'agglomération d'une ville. Le phénomène d'exurbanisation est particulièrement répandu dans les grandes métropoles des pays industrialisés, mais le phénomène accompagne également la croissance des villes dans les pays émergents. Il ne faut pas faire l'amalgame entre exurbanisation (transfert d'activités) et périurbanisation (extension spatiale de la ville, et émergence des banlieues).